# ربه‌کا (فیلم ۲۰۲۰)
ربکا (انگلیسی: Rebecca) یک فیلم عاشقانه و دلهره‌آور بریتانیایی محصول سال ۲۰۲۰ به کارگردانی بن ویتلی است. این فیلم بر اساس رمانی به همین نام از دافنه دو موریه ساخته شده است و لیلی جیمز، آرمی همر، کریستین اسکات توماس، تام گودمن-هیل، کیلی هاوس، سم رایلی و آن داود در آن بازی می‌کنند.
فیلم ربکا در ۱۶ اکتبر ۲۰۲۰ در سینماهای منتخب و در ۲۱ اکتبر ۲۰۲۰ در نت‌فلیکس به صورت دیجیتالی اکران شد.

## بازیگران
- لیلی جیمز
- آرمی همر
- کریستین اسکات توماس
- تام گودمن-هیل
- کیلی هاوس
- سم رایلی
- آن داود
- بن کرمپتون
- مارک لویس جونز
- جین لپوتی‌یر

## داستان
یک تازه عروس جوان به املاک خانوادگی شوهرش که در سواحل انگلیس واقع است می‌رسد و خود را در حال مبارزه با سایه همسر اول شوهرش، ربکا، می‌بیند کسی که میراث او مدتها پس از مرگش در خانه زندگی می‌کند…

## تولید
فیلمبرداری در ۳ ژوئن ۲۰۱۹ آغاز شد.

## بازخورد فیلم
بر اساس رای ۳۸ منتقد، به فیلم امتیاز ۴۶ از ۱۰۰ را داده است که نشان دهنده «بررسی‌های مختلط یا متوسط» است.